# Die Toten Hosen
Die Toten Hosen (Los Pantalones muertos o Los Aburridos) es una banda de punk rock formada en Düsseldorf (Alemania) y en actividad desde 1982. En la actualidad está compuesta por los músicos Andreas Frege, Andreas Meurer, Michael Breitkopf, Andreas von Holst y el inglés Stephen George Ritchie.
Si bien se suele creer que Die Toten Hosen significa Los Pantalones Muertos en alemán, lo cierto es que su nombre se refiere a una expresión de la lengua germánica: "Hier ist tote Hose". Se utiliza para describir lugares aburridos en los que no ocurre nada. De esta forma, "Am Abend ist in Freiburg tote Hose" (Friburgo es aburrida de noche) literalmente se traduciría como En Friburgo de noche hay pantalón muerto.
La mayor parte de sus canciones tienen letras en alemán y son el grupo de punk rock de más éxito de su país junto a Die Ärzte. Han publicado 14 álbumes de estudio y 55 sencillos. Solo en Alemania han vendido más de 23 millones de copias.

## Historia

### 1982 a 1990

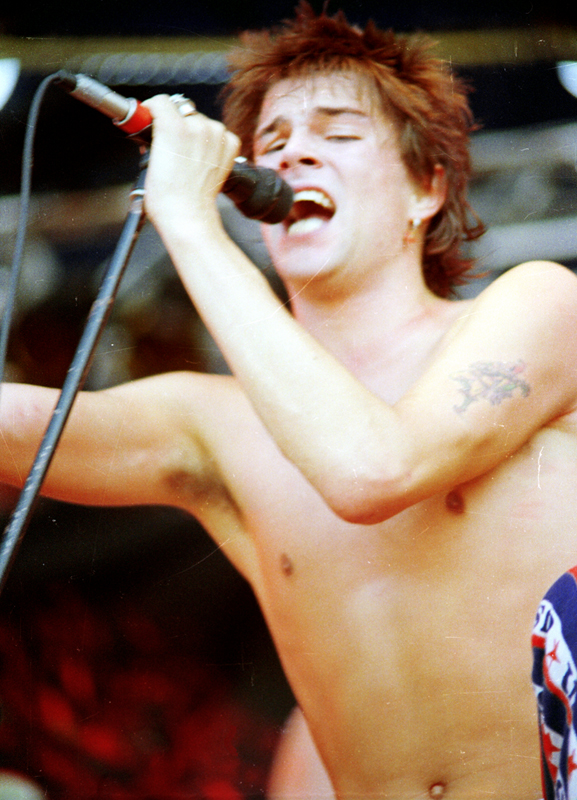
Campino (cantante) en 1987.

La banda comenzó como tal, de la fusión de otras dos banda previas (ZK y KFC). El grupo formado entonces por Trini Trimpop en la batería, Andi en el bajo eléctrico, Kuddel, Breiti y Walter en las guitarras y Campino en la voz grabó los dos primeros temas en una maqueta: Wir sind Bereit y Reisefieber.
Siguieron algunas giras cerca de su ciudad natal y en 1983, al desligarse Walter de la banda por convertirse en testigo de Jehová, se dedican a grabar su primer disco completo, que se titularía Opel-Gang (La banda de los Opel).
Los Hosen se burlaron del cantante de éxito Heino. En conjunto con Norbert Hähnel (un punk dueño de un bar en Berlín) que se hizo pasar por el verdadero Heino, la banda hizo una gira, hasta que fueron amenazados por el Heino original con un juicio.
El último concierto del verdadero Heino se llevó a cabo en Berlín-Kreuzberg; después de eso el personaje fue enterrado. Junto a Die Toten Hosen estaban también Die Ärzte y Fury in the Slaughterhouse como invitados en este concierto de despedida.
El primer disco fue muy bien recibido y de inmediato fueron catalogados por algunos como la banda punk número uno de Alemania. El reconocimiento desbordó las fronteras ya que fueron invitados por un presentador de la BBC para presentarse en la famosa radio del Reino Unido.
El siguiente disco, Unter falscher Flagge (Bajo una falsa bandera), recibió excelentes críticas en casi todos los medios e incluía uno de sus temas más reconocidos, Liebesspiele.

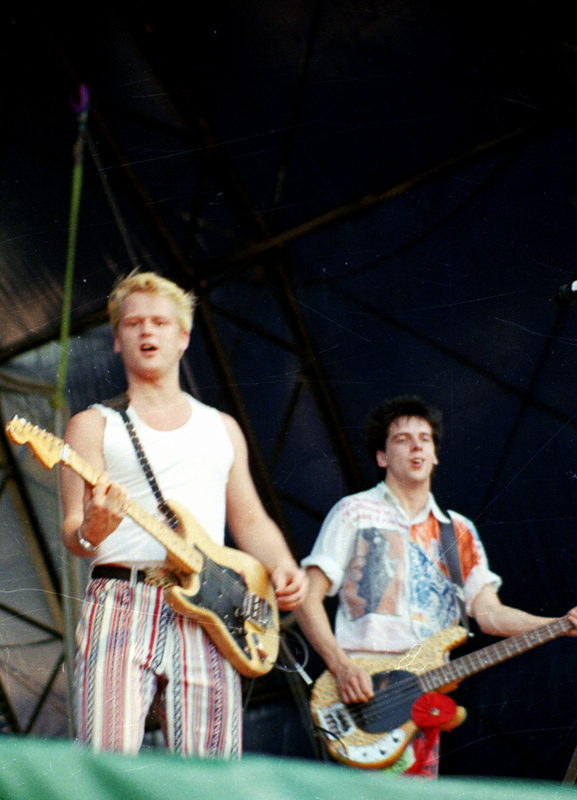
Andreas Meurer y Andreas von Holst en 1987. Concierto en Garching bei München.

La gira de presentación de Unter falscher Flagge comenzó en mayo y de los 38 espectáculos, 28 sufrieron algún tipo de accidente: peleas, prohibiciones, y hasta cancelaciones de último momento. Pero la gira llegó a países como Hungría, que se encontraban aún bajo el régimen comunista y al otro lado del telón de acero.
A finales de 1985 Trimpop pasa de la batería al puesto de mánager de la banda. Su lugar es ocupado temporalmente por Jakob Keusen y luego en enero de 1986 Wölli se hace cargo de la batería.
En 1987 sacan el disco Never Mind the Hosen - Here's Die Roten Rosen parodiando al famoso álbum de los Sex Pistols. Este disco contiene versiones de temas famosos alemanes en un irónico intento de demostrar que muchas veces entre el conformismo y el punk solamente hay una diferencia de ritmo. Fue el primer disco de la banda en ubicarse entre los primeros puestos de venta. También editaron su primer disco en vivo, Bis zum bitterem Ende, que presentaron en una gira Ein bunter Abend für eine schwarze Republik (Una colorida noche para una negra república).
1988 grabaron el disco Ein kleines bisschen Horrorschau. El álbum completo está basado en la película de Stanley Kubrick, la Naranja Mecánica, film de culto en la escena punk. Este disco inicia con el tema Hier kommt Alex, uno de los temas más famosos de la banda. En 1993 se realizó en Bonn una obra de teatro basada en el libro y los miembros de la banda participaron como actores y músicos.
Para la presentación de dicho disco realizaron una gira dividida en dos partes. Fue durante esta gira que los Hosen implementaron una curiosa forma de ayudar al Fortuna Düsseldorf: Fortuna-Mark Un marco de cada uno de los tickets vendidos iría a un fondo para regalar dos jugadores para el club. 
A mediados de 1989 mientras realizaban una gira por Francia, llegaron noticias de la caída del muro de Berlín, por lo que el grupo suspendió el tour para ir directo a Berlín y formar parte de los festejos espontáneos que ocurrían en esa ciudad. 
De regreso en Düsseldorf, se encierran para grabar su séptimo disco de estudio Auf dem Kreuzzug ins Glück.

### 1990 a 2000

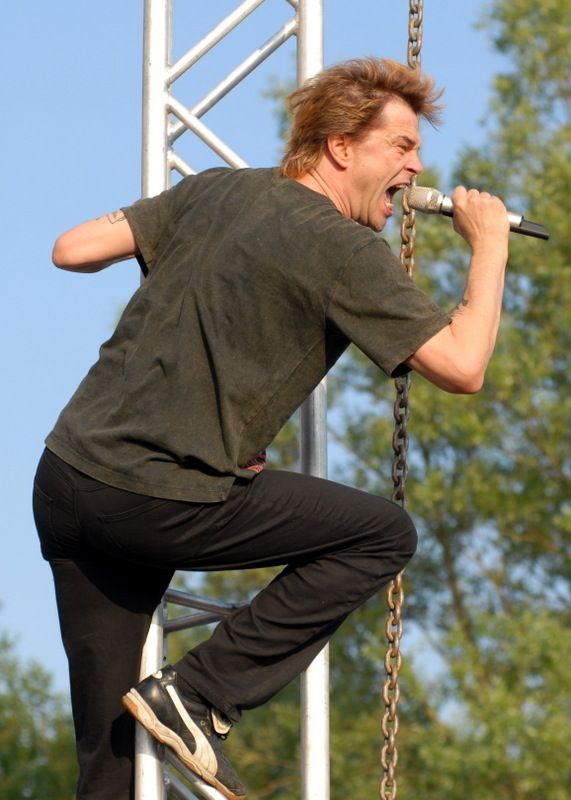
Campino en 2007.

En 1990 tocaron como soportes de grandes bandas como AC/DC, U2 y The Rolling Stones. También continuaron haciendo recitales en las casas de los fanes y acciones por el estilo.
El CD Learning English, Lesson One está formado por versiones de temas clásicos del punk anglosajón. En la grabación de cada una de las canciones participó alguno de los intérpretes originales del tema. Lograron cantar la canción Punk Was con el ladrón Ronald Biggs que había participado en el tema hecho por los Sex Pistols. Para presentar estos discos realizan una gira mundial que los lleva a Suecia, Argentina, Brasil, Inglaterra y Noruega.
El año 1993 inicia con el álbum Kauf MICH! en el primer puesto de ventas. Este disco habla sobre el consumo, la propaganda y el extremismo de derecha. Campino describe este disco diciendo: Después de no escribir nada por tres años, tenía que sacar mucha mierda. ¡Éste es el disco más cínico que hemos hecho!. 
Ese mismo año sacaron un álbum de grandes éxitos, cuya tapa tenía a la banda y 20 mujeres desnudas, inspirado en la cubierta de un disco de Jimi Hendrix. En 1994 sacaron otra versión con las letras en inglés y el título Love, Peace & Money. Ese mismo año Die Toten Hosen establece su propio sello discográfico JKP, Jochens Kleine Plattenfirma (el pequeño sello de Jochen). A pesar de que la banda siempre se encargó de todos sus asuntos, este fue el paso final para su autonomía. El resto del año se lo dedicaron a programas de radio, partidos de hockey sobre hielo y algunas protestas políticas. Hubo que esperar hasta 1996 para un nuevo álbum de estudio.
El éxito comercial más grande de la banda fue el tema Zehn kleine Jägermeister, que hizo que ocuparan el primer lugar de las ventas de simples de 1996.[cita requerida] Dicho tema formaría después parte del disco Opium fürs Volk, que también tendría Bonny und Clyde y Nichts bleibt für die Ewigkeit.
Junto con Iggy Pop tocaron en el último recital de The Ramones en Buenos Aires, en el estadio de River. En esta ocasión, que era la despedida de la banda neoyorquina, Campino trepó por el techo del escenario, hasta colgarse de boca abajo con sus piernas y continuar cantando la canción ante 50000 sorprendidos espectadores.
Entre 1982 y 1997 Die Toten Hosen ofrecieron 1000 conciertos. Para celebrarlo el 28 de junio de 1997, tocaron en el Düsseldorfer Rheinstadion, el estadio de su amado Fortuna ante 60 000 personas, con banda invitadas como Bad Religion y Goldfinger. Pero dicha noche es trágicamente recordada por la muerte de una espectadora neerlandesa de 16 años, Rieke Lax, que fue aplastada por la multitud. Después de consultarlo con seguridad y la Cruz Roja continuaron el recital con canciones tranquilas para evitar el pánico.
Después de esto la banda estuvo a punto de dejar de tocar. Y se resistió a tocar en lugar con grandes cantidades de gente. Compusieron el tema Alles ist eins.
El siguiente recital en vivo dado por el grupo fue en Australia en el marco del "Warped Tour".
En 1998 grabaron un disco de canciones navideñas, Wir warten aufs Christkind, con el seudónimo Die Roten Rosen.
En 1999 sacan el disco "Unsterblich" (Inmortal). En este año, Wölli abandona la batería por problemas en el brazo y un accidente de auto, y pasa a ser un miembro honorífico. La batería es ocupada por Vom.

### 2000 a 2006

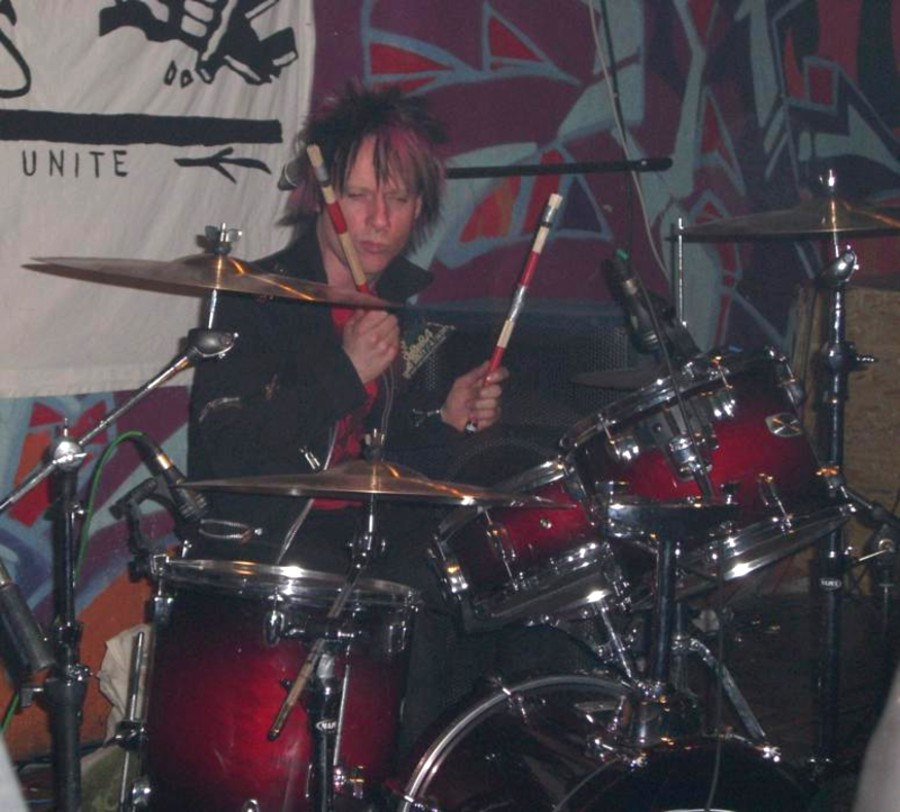
Vom Ritchie en 2009.

Como fanáticos del Fortuna Düsseldorf fueron sus auspiciantes desde 2001 al 2003, momentos en que el club estaba en grandes apuros económicos.
En el 2002 editaron el álbum Auswärtsspiel y el segundo disco de grandes éxitos "Reich & Sexy II - Die fetten Jahre" como también un DVD. 
El tema de difusión y que da nombre al disco Auswärtsspiel (Juego de visitante) fue dedicado a sus fanes en la Argentina, país que no dudaron en visitar en la gira de presentación del dicho álbum pese a encontrarse este en una importante crisis económica.
En 2004 sacaron DVD en vivo y también su propio programa en MTV y el disco de Zurück zum Glück es de platino.
Tienen diversas apariciones en videojuegos, especialmente los musicales como SingStar donde tienen una versión especialmente con 24 canciones suyas: SingStar Die Toten Hosen. Además, aparecen en otros títulos de la saga, aunque eso sí, solo en las versiones alemanas de la entrega. También aparecen en el juego Guitar Hero III: Legends of Rock con su canción Hier Kommt Alex.

### Después de 2006: Pausa,In aller StilleyMachmalauter

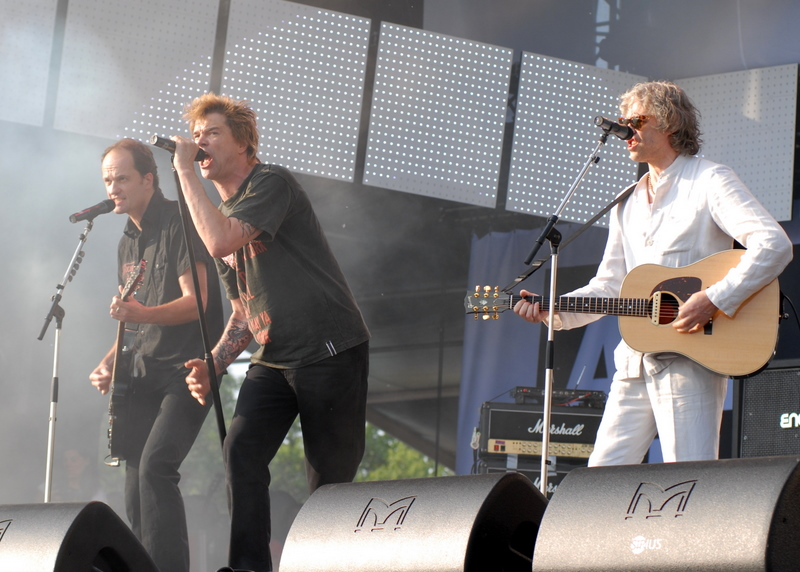
Michael Breitkopf y Campino tocando con Bob Geldof en 2007.

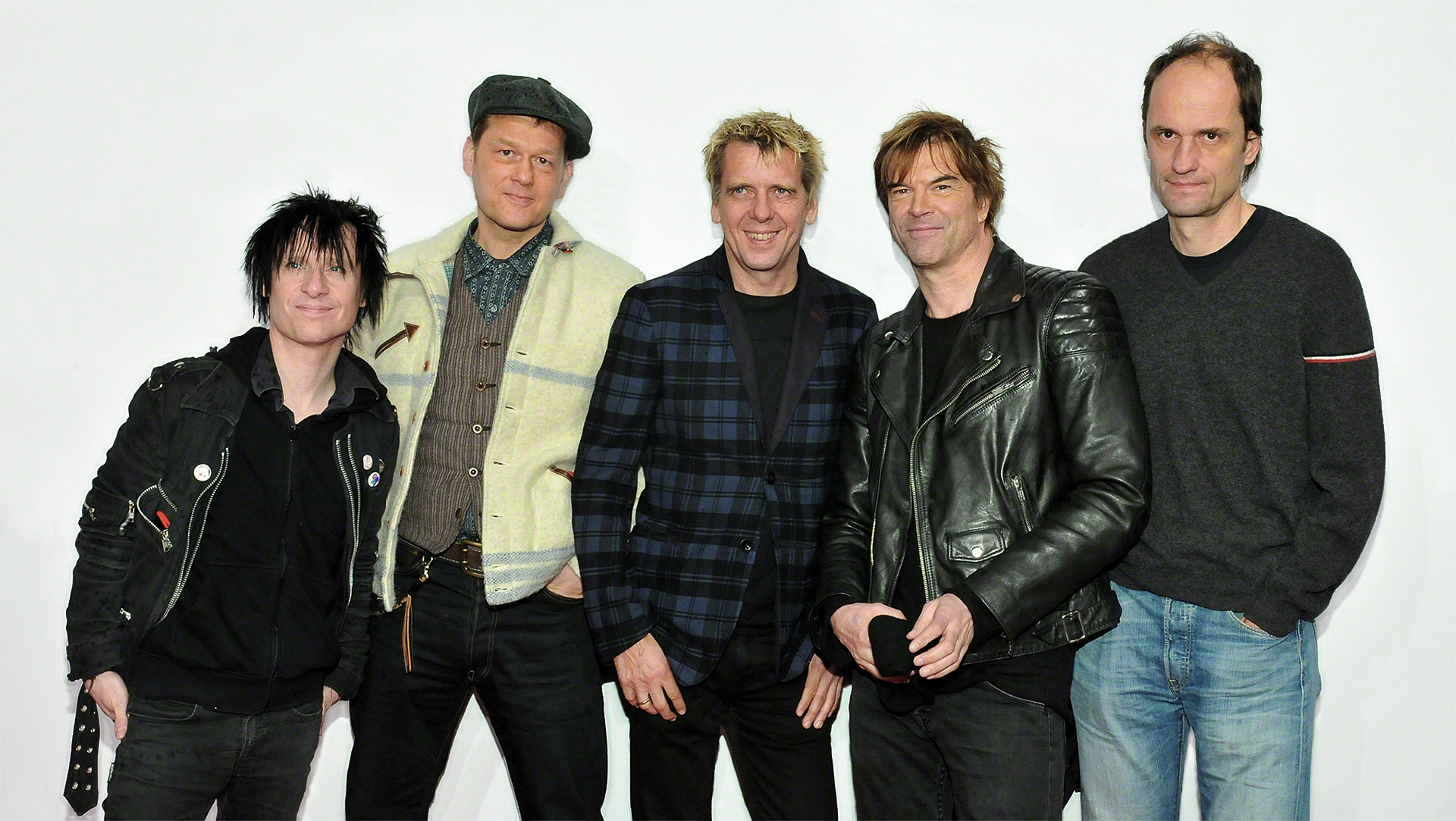
Stephen George Ritchie., Andreas von Holst, Andreas Meurer, Andreas Frege, Michael Breitkopf (2013)

A lo largo del año 2006 no hubo ni ensayos ni conciertos. Campino aprovechó el receso para interpretar el papel de Macheath en una adaptación de "La ópera de los tres centavos" de Bertolt Brecht que tuvo lugar en el Admiralspalast de Berlín. Mientras, Vom Ritchie estuvo de gira con los Spittin' Vicars y T. V. Smith.
Junto a Herbert Grönemeyer, Die Fantastischen Vier, Bono, Bob Geldof y muchos otros, el grupo participó en el concierto al aire libre Make Poverty History, que protestaba contra la cumbre del G8 en Heiligendamm, cerca de Rostock. La actuación tuvo lugar el 7 de junio de 2007 y congregó a 80.000 espectadores.
Los conciertos del 27 y el 28 de mayo en Hamburgo y Berlín, así como las actuaciones de principios de junio en el Rock am Ring y el Rock am Park, discurrieron bajo el eslogan Hals + Beinbruch Tour '08 ("Rotura de garganta y pierna"), en referencia a una lesión de Campino, que se había fracturado el pie derecho a comienzos de mayo. El álbum de estudio In aller Stille fue publicado el 14 de noviembre de 2008, precedido por el lanzamiento del sencillo Strom en octubre. En noviembre de 2008 comenzaron los conciertos de la gira Machmalauter, con fechas anunciadas hasta las navidades de 2009. En casi todas las citas de la gira estuvieron acompañados por Esther Kim y Raphael Zweifel. En Viena, Birgit Minichmayr cantó la balada Auflösen a dúo con Campino y en Leipzig presentaron Gary Gilmore's Eyes, una versión de The Adverts, junto a T. V. Smith. En enero de 2009 fueron galardonados con el premio Echo del público en la categoría "Mejor banda alemana en vivo".
En abril de 2009, los Toten Hosen publicaron un disco para el mercado argentino bajo el título de La hermandad – En el principio fue el ruido, que incluía la mayor parte de los temas de In aller Stille y Zurück zum Glück, más tres nuevos. Uno de ellos se trata de una versión de Uno, dos, ultraviolento, de la banda argentina Los Violadores. Simultáneamente, la banda hizo públicas en Buenos Aires las fechas de la segunda parte de su gira. El 2 de mayo de 2009 actuaron por primera vez en su historia en Moscú. Desde noviembre, están de gira por Latinoamérica. A principios del 2010 regresan a la Argentina para 2 shows uno en Buenos Aires en el Auditorio Sur de Temperley y otro en Córdoba tocando por primera vez en el festival Cosquín Rock

## Letras y composición
Casi todos los textos de Die Toten Hosen son escritos por Campino, mientras que von Holst, Meurer y Breitkopf son los responsables de los arreglos musicales. Los anteriores bateristas Trimpop y Rohde figuran ocasionalmente como autores de las canciones más viejas. La mayor parte de la música fue producida por Jon Caffery. Desde 2008 la banda trabaja junto al productor Vincent Sorg.
La banda toca temas sociales y políticos, en forma crítica o irónica. En las canciones, mayormente en primera persona, hablan sobre creencias, religión, psicología, xenofobia, racismo. Temas centrales de las letras son la amistad y el coraje. La banda tiene varias canciones sobre el alcohol o, mejor dicho, canciones de borrachera. Hay muchos temas sobre el fútbol. Las canciones actúan como un himno y los estribillos son cantados por toda la banda en coro. Los textos están escritos en un lenguaje coloquial, y no se abstiene de algunas expresiones vulgares. 
Ocasionalmente participan músicos amigos en los textos o la música, por ejemplo
Funny van Dannen o Hanns Christian Müller. Para las pocas canciones en inglés Campino trabaja junto a Honest John Plain y Matt Dangerfield de The Boys y T. V. Smith. Junto a las muchas versiones en sus 25 años, la banda tiene 238 composiciones propias.

## Die toten Hosen y el Fortuna 95
Los integrantes de la banda expresaron públicamente su simpatía por el equipo de su ciudad, el Fortuna Düsseldorf. Lo ayudaron económicamente en más de una oportunidad. Donaron parte de lo recaudado en algunos de sus recitales, y hasta aportaron para la contratación de algún talento. “Todo lo que ayude al Fortuna, es legítimo” –sostuvo Campino. 
Actualmente financian las divisiones juveniles de dicha institución.

## Formación

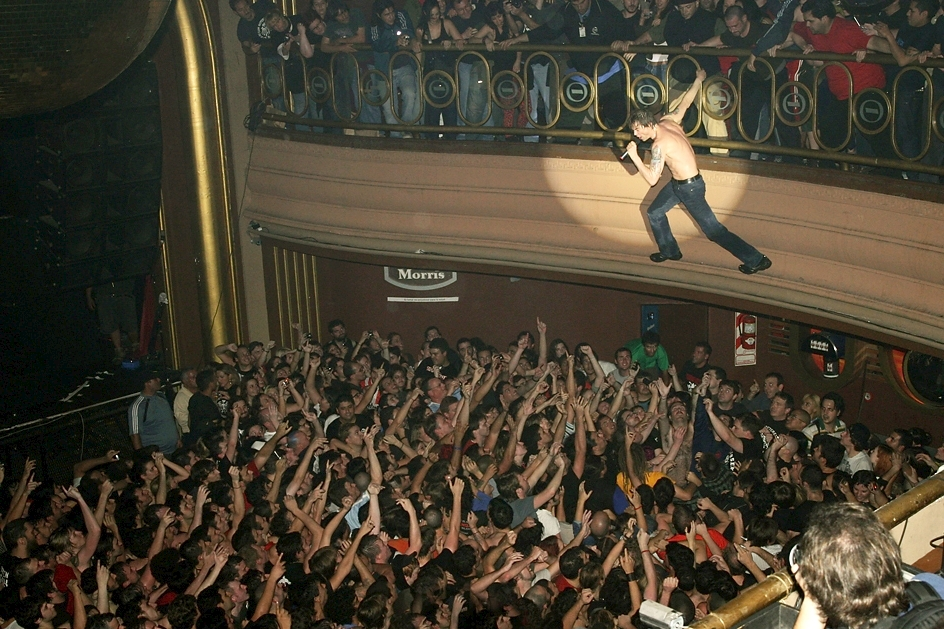
Campino en El Teatro de Buenos Aires.

- Cantante: Campino (Andreas Frege)
- Guitarra: Kuddel (Andreas von Holst)
- Guitarra: Breiti (Michael Breitkopf)
- Bajo: Andi (Andreas Meurer)
- Batería: Vom Ritchie (Stephen George Ritchie)

### Integrantes anteriores
- Batería: Jakob Keusen
- Batería: Wölli (Wolfgang Rohde)
- Batería: Trini (Klaus-Dieter Trimpop)
- Guitarra: Walter November

## Discografía

### Álbumes
| - Opel-Gang – 1983 - Unter falscher Flagge – 1984 - Damenwahl – 1986 - Never mind the Hosen - Here's Die Roten Rosen – 1987 - Bis zum bitteren Ende – 1987 (en vivo) - Ein kleines bisschen Horrorschau – 1988 - Auf dem Kreuzzug ins Glück - 125 Jahre Die Toten Hosen – 1990 Album doble - Learning English, Lesson One - 1991 - Reich & sexy – 1993 (recopilatorio) - Kauf MICH! – 1993 | - Love, Peace & Money – 1994 (recopilatorio) - Musik war ihr Hobby – 1995 (recopilatorio de los sencillos de 1982-1984) - Opium fürs Volk – 1996 - Im Auftrag des Herrn – 1996 (en vivo) - Wir warten auf's Christkind – 1998 (Die Roten Rosen) - Crash Landing – 1999 Australisches Album - Unsterblich – 1999 - Auswärtsspiel – 2002 - Reich & Sexy II - Die fetten Jahre – 2002 Best of-Album - Zurück zum Glück – 2004 - Nur zu Besuch: Die Toten Hosen - Unplugged im Wiener Burgtheater - 2005 - In aller Stille - 2008 - La Hermandad: En el principio fue el ruido - 2009 - Machmalauter Live - 2010 (en vivo) - Ballast der Republik - 2012 - Laune der Natur - 2017 - Alles ohne Strom - 2019 - Learning English Lesson 3: MERSEY BEAT! The Sound of Liverpool - 2020 |

### Sencillos
| - Wir sind bereit – 1982 - Reisefieber - 1982 - Eisgekühlter Bommerlunder/Opelgang - 1983 - Hip Hop Bommi Bop - 1983 - Schöne Bescherung - 1983 - Kriminaltango mit Kurt Raab - 1984 - Liebesspieler/Die John Peel Session – 1984 - The Battle of the Bands – 1985 EP - Faust in der Tasche - 1985] - Das Altbierlied - 1986 - Never Mind The Hosen - Here's Die Roten Rosen - 1987 - Alle Mädchen wollen küssen - 1987 - Hier kommt Alex - 1988 - 1000 gute Gründe - 1989 - Azzurro - 1990 - Alles wird gut - 1990 - All die ganzen Jahre - 1990 - Carnival In Rio (Punk Was) – 1991, con Ronald Biggs - Baby Baby - 1991 - Whole Wide World - 1992 - If The Kids Are United - 1992, Sägezahn-CD mit Sham 69 (Individual) - Sascha... - 1992 - Wünsch DIR was - 1993 - Alles aus Liebe - 1993 - Kauf MICH! - 1994 - Put your money where your mouth is... - 1994 - Sexual - 1994 | - Nichts bleibt für die Ewigkeit - 1995 - Paradies - 1996 - Bonnie & Clyde - 1996 - 10 kleine Jägermeister - 1996 - Alles aus Liebe - Live - 1997 - Weihnachtsmann vom Dach - 1998 - Pushed Again - 1998 - Auld lang Syne - 1999 - Schön sein - 1999 - Unsterblich - 2000 - Bayern - 2000 - Warum werde ich nicht satt? - 2000 - Was zählt - 2001 - Kein Alkohol (ist auch keine Lösung)! - 2002 - Steh auf, wenn du am Boden bist - 2002 - Nur zu Besuch - 2002 - Frauen dieser Welt - 2002 - Friss oder stirb – 2004 - Ich bin die Sehnsucht in Dir - 2004 - Walkampf - 2004 - Alles wird vorübergehen - 2005 - Freunde - 2005 - Hier kommt Alex (Unplugged) - 2005 - The Guns of Brixton (Unplugged) - 2006 - Strom - 2008 - Alles was war - 2009 - Auflösen - 2009 - Ertrinken - 2009 - Tage wie diese - 2012 - Altes Fieber - 2012 - Draußen vor der Tür - 2013 |

### Sencillos de promoción
| - The Nightmare Continues - 1991 - Mehr davon - 1992 - The Return of Alex - 1994 | - Tout pour sauver l'amour - 1995 - Soul Therapy - 1998 |

### Samples
- Gegen Nazis
- Partisanen
- You're Dead (OST)- 1999
- On the Run (Pro Asyl) - 2004
- Punk Rock BRD Vol. 1 und 2 2004

## Videografía

### DVD
- Die Toten Hosen - Heimspiel - Live In Düsseldorf 2006
- Die Toten Hosen - Nur zu Besuch - Unplugged im Wiener Burgtheater 2006
- Die Toten Hosen - Friss oder Stirb - Die DVD 2005
- Die Toten Hosen - Rock am Ring 2004
- Die Toten Hosen - Im Auftrag des Herrn/Wir warten aufs Christkind (DVD doble) 2003
- Die Toten Hosen - Reich & Sexy II: Die fetten Jahre 2002
- Die Toten Hosen - Live in Buenos Aires 2001
- Die Toten Hosen - Rock am Ring 2008 (2008)
- Die Toten Hosen - Machmalauter (2009)

### Videos
- Die Toten Hosen - En Misión del Señor - Live in Buenos Aires 2001
- Die Toten Hosen Doppel DVD - 1998 - Die Toten Hosen & Die Roten Rosen - Wir warten auf's Christkind - Live! 1998 Die Toten Hosen - Im Auftrag des Herrn - Live 1996
- Die Toten Hosen - Reich & Sexy 1993
- Die Toten Hosen - 3 Akkorde für ein Halleluja 1989
- Die Toten Hosen - Tage Wie Diese 2012